# Grobnik
Grobnik je naselje u Hrvatskoj u općini Čavlima. Nalazi se u Primorsko-goranskoj županiji.

## Zemljopisni položaj i stanovništvo
Opisujući zemljopisni položaj Grada Grobnika, u starim zapisima čitamo: Grobnik se nalazi na vojno, gospodarski i prometno najpovoljnijoj točki Vinodola, a najviša je naseljena točka područja koje se zove Grobnišćinom. Grobnišćina se nalazi u Primorsko-goranskoj županiji, a sa sjeverozapada, sjevera i istoka okružuje grad Rijeku. Površina je Grobnišćine oko 240 km2. Čine ju dvije općine - Čavle i Jelenje, a jedan dio Grobnišćine pripada i današnjemu gradu Rijeci. To su naselja: Svilno, Pašac i Orehovica. Općina Čavle zauzima oko 85 četvornih km. Od oko 16.000 stanovnika Grobnišćine, u Općini Čavle živi oko 7.600.

## Stanovništvo
| broj stanovnika | 471   | 337   | 322   | 431   | 459   | 514   | 441   | 498   | 428   | 387   | 390   | 392   | 355   | 362   | 382   | 421   | 414   |
|                 | 1857. | 1869. | 1880. | 1890. | 1900. | 1910. | 1921. | 1931. | 1948. | 1953. | 1961. | 1971. | 1981. | 1991. | 2001. | 2011. | 2021. |

## Šport
Na Grobnišćini postoje mnogi športski klubovi.
U neposrednoj se blizini Grobnika nalazi poznata trkačka staza "Automotodrom Grobnik" - za automobilske i motociklističke utrke.
Od nogometnih klubova, tu su NK Grobničan i NK Rječina. NK "Grobničan" se natječe u 2. NL, a NK Rječina u 1. županijskoj ligi.
Tu su i kuglački klubovi KK Rječina i KK Grobničan.

## Povijest
Grad je Grobnik najzapadniji frankopanski kaštel nekadašnje Vinodolske knežije Grobnik, koji je oko tisućite godine izgrađen na rimskim temeljima. Na sjeverozapadu pogled s grobničkoga Kaštela puca na jedan krak limesa.
Grad Grobnik je stara gradska jezgra današnje Općine Čavle. Naseljen je još u pretpovijesti, potom su ovdje Liburni. Rimljani ga osvajaju i podižu čvršću utvrdu radi obrane od barbarâ za vrijeme seobe naroda. Potom je u rukama Gotâ i Franaka. Od 10. stoljeća pripada hrvatskoj državi, a od 1225. godine je u vlasništvu knezova Krčkih. Ime se Grobnik i njegovi predstavnici spominju 1288. godine u jednom od najznačajnijih pravnih dokumenata feudalne Europe, Vinodolskom zakonu, pisanom glagoljicom na hrvatskom jeziku, jer su bili sudionicima njegova stvaranja. Stoga je Vinodolski zakon napisan u devet primjeraka - po jedan za svaki grad koji je sudjelovao u njegovu stvaranju. 
U 15. i 16. stoljeću život u gradu Grobniku karakteriziraju silovite provale Osmanlija. Grobnik od Frankopana prelazi u ruke njihovih rođaka Zrinskih. Godine je 1671. vrlo bogati Grobnik opljačkan i predan dvorskoj komori.
Kaštel je Grobnik sazidan u obliku trokuta, opasan zidom, učvršćen kulama i polukulama te dodatno zaštićen još jednim pojasom bedema. Utvrđenja su uglavnom građena od 15. do 17. stoljeća. U prizemlju se juguzapadne kule nalazi kapela sv. Jelene sa sačuvanim renesansnim portalom. U dvorištu je kaštela gotički bunar s uklesanim grbovima Frankopana i knezova Krbavskih iz 15. stoljeća. 
U neposrednoj je blizini kaštela župna crkva svetih Filipa i Jakova, o kojoj su prvi zapisi iz 1105. godine. Ispod se kaštela pak proteže Grobničko polje, na kojem su prema legendi 1241. godine Hrvati pobijedili Tatare, kojih se prodori dalje od Grobničkoga polja nigdje u povijesti ne spominju. Na Grobničkom je polju od 1932. godine športska zračna luka, a od sedamdesetih godina 20. stoljeća i Automotodrom Grobnik.

## Znanost i kultura
Krovna je organizacija za znanost i kulturu na Grobnišćini Katedra Čakavskoga sabora Grobnišćine, sa sjedištem u grobničkom Kaštelu.
Od 1992. godine se u organizaciji grobničke Čakavske katedre tijekom cijele godine odvijaju znanstveno-stručna istraživanja i znanstveni skupovi te razna kulturno-zabavna događanja, kako u zemlji tako i u inozemstvu. U grobničkom je kaštelu i Zavičajni muzej s etnografskom zbirkom te jedna od najljepših galerija u Primorsko-goranskoj županiji, Galerija suvremene umjetnosti Grobnik.
Grobnička Čakavska katedra je utemeljna 1992. godine, a djeluje u više segmenata. Među inim, organizator je godišnjih znanstveno-stručnih skupova "Grobnišćina; tragovi, znakovi i smjerokazi" te nakladnik raznih knjiga, kataloga i drugih tiskovina, među kojima i redovnih i posebnih izdanja  "Grobničkoga zbornika".
Od 1993. godine Katedra ČSG redovito provodi tromjesečnu znanstveno-stručnu i kulturno-zabavnu manifestaciju pod nazivom "Grobnička jesen", koja traje od rujna do prosinca. Posebice su značajni programi koje Katedra ČSG provodi u suradnji s osnovnim školama na području Primorsko-goranske županije; godišnji Kviz znanja "Gdje sam - tko sam"., terenske nastave u grobničkom kaštelu, tradicionalni godišnji natječaji za učeničke literarne radove na čakavskim govorima i likovne radove pod nazivom "Darovani".
Katedra je bila službenim upraviteljem kaštela Grobnik od 1992. – 2018. godine, kada brigu o grobničkom Kaštelu preuzima vlasnik kaštela Općina Čavle. Grobnička Katera i dalje brine o 1992. godine stvorenom i za javnost otvorenom Zavičajnom muzeju Grobnišćine (Etnografska zbirka) te od 1996. nadalje stvaranom i stvorenom novom hrvatskom muzeju suvremene likovne umjetnosti Grobnik.
Aktualna je predsjednica Katedre Silvana Demark, a dopredsjednici Vlasta Juretić i Norbert Mavrinac.
Katedra je osnivač prve umjetničke kolonije u samostalnoj Hrvatskoj - Međunarodne likovne kolonije Grobnik te organizira rad pojedinih saziva umjetnika iz Hrvatske i mnogih drugih zemalja: Italije, Slovenije, Mađarske, Bosne i Hercegovine, Sjeverne Makedonije, Austrije, Njemačke, Francuske, Nizozemske, Španjolske, Poljske, Švicarske, Kine, Brazila, Meksika, Japana, Argentine...
Nakon dugogodišnjega uspješnog rada ove jedinstvene umjetničke kolonije te potreba drugih programa, sjeverno krilo kaštela Grobnik je 1999. godine preuređeno u Galeriju suvremene umjetnosti Grobnik. Radom je MLK Grobnik stvorena početna zbirka umjetničkih djela te je 2002. godine utvrđena nova hrvatska Zbirka suvremene likovne umjetnosti - MSLU Grobnik (povjesničari umjetnosti dr.sc. Berislav Valušek i Boris Toman).  
U grobničkom je kaštelu i sjedište jedinoga u Hrvatskoj isključivo čakavskoga festivala - Festival Grobnička skala, kojim u mjesecu darivanja - prosincu poznati hrvatski skladatelji i tekstopisci, darujući svoje kvalitetne skladbe još neafirmiranim mladim pjevačima, u suradnji s medijima omogućavaju besplatan prijelaz prve stube u pjevačkoj karijeri. Festivalska se večer svakoga prosinca održava u Domu kulture Čavle.
Od 2002. do kraja 2018. festival Grobnička skala je proizveo preko 300 novih pjesama koje su izvodili mnogi daroviti mladi, među kojima i Eni Jurišić, Vjekoslav Ključarić, Matea Dujmović, Katja Budimčić, Dino Antonić, Diana Burul, Helena Brajković, Ana Horvat, Davor Grgurić, Andrea Paškvan, Andrina Frleta,Rino Petrović, Hrvoje Krištofić, itd.
Grobnički je kaštel danas svojevrsno kulturno središte Primorsko-goranske županije. U njemu se održavaju značajne manifestacije, s brojnim programima i sudionicima iz Hrvatske, ali i mnogih drugih zemalja, posebice u ljetnim i jesenskim mjesecima. U ljetnim mjesecima danas već tradicionalna manifestacija pod nazivom "Leto va Kaštelu", u okviru koje i Festival pučkoga teatra te svakogodišnja Smotra klapa u organizaciji domaćina - Klape Grobnik
IZLOŽBA "PRIZIV NA DEVET"
U okviru obilježavanja međunarodnoga Dana muzeja 2014., pod nazivom "Muzejske zbirke povezuju", izložbom "Priziv na devet" je Katedra ČS za Grobnišćinu javnosti ponudila novi koncept izložaba pod nazivom "PRIZIV" kao svojevrsni recept značajno isplativijega iskorištavanja izložbenih prostora - po prvi je put u jednoj izložbi provedeno 13 izložaba - četiri skupne i devet samostalnih. Do 2018. su godine po ovom konceptu provedene tri izložbe - prva već spomenuta "Priziv na devet u Grobniku" (2014.),  "Drugi priziv na devet" - mladi umjetnici (2015./2016.) i prva međunarodna Grobnički prizivi 2016./2017.
Dondolaši su grobnički "dondulaši" - zvončari koji kao čuvari tradicija u suvremenost dovlače pradavne običaje zvonjave kao poseban način obrane odnosno čuvanja svojega ognjišta od raznih neprijatelja. Tradicionalno svake godine na početku maškaranoga "ludila" obilaze sva mjesta Grobnišćine, ali i mnogo šire.
U "mesopusno" se vrijeme svake subote u Domu kulture Čavle održavaju  'maškarani tanci'.

## Galerija
- Grobnička sela.
- Grobnička sela
- Pogled na Grobničko polje
- Kaštel Grobnik

## Vanjske poveznice
- Grobnik u Željezno doba, Martina Blečić